# Melitón Santos
Melitón Santos (14 febbraio 1928 – 1999) è stato un cestista filippino.

## Carriera
Con le Filippine ha disputato i Giochi olimpici di Helsinki 1952.